# トリモチカビ科
トリモチカビ科 Zoopagaceae はトリモチカビ亜門に属するカビの分類群である。かつて接合菌に所属させた。菌糸を伸ばす捕食性糸状菌が含まれる。和名についてはタイプ属の学名仮名読みのゾーパゲ科、ゾウパーゲ科も使われる。

## 特徴
細い菌糸を広げて伸ばす糸状菌である。ある決まった小型動物を捕食的に捕らえる捕食性の菌類で、獲物に触れた菌糸から、その獲物の中に吸器を伸ばし、栄養を吸収する。

### 無性生殖
無性胞子は菌糸上に単独に生じるか、鎖状に付ける。この胞子は分生子であるとされている。

### 有性生殖
有性生殖では、菌糸の接合により、接合胞子嚢を形成する。接合胞子嚢の壁は厚くて表面には凹凸があり、透明。支持柄は菌糸状で透明、沿うように伸びた先で接合する。配偶子嚢が接合した後、その接合部付近が大きく膨らんで接合胞子嚢となる。接合胞子嚢の発芽についてはAcaulopageの1種で観察例があり、菌糸が伸び出すことが確認されている。ちなみにこの報告ではゼンマイカビの接合胞子の発芽についても述べてあり、そちらでは発芽で生じた菌糸がそのまま分生子となるのが観察されているが、この菌については見られていない。

## 栄養
純粋培養は出来ていない。宿主となる小動物との二員培養が行われることもある。

## 生態
捕食性で、宿主とするのは線虫、ワムシ、アメーバなどが知られる。ゾーファグス Zoophagus は頻繁に淡水水中に見られ、汚水処理場の活性汚泥中にも頻繁に出現する。このカビは菌糸の側面に短い突出部を形成し、この部分でワムシを掴まえる。それ以外の属では、菌糸の上にそのような特定の捕獲装置は生じない。Acauropageにも捕獲用の側枝を持つものがある旨がAlexopoulos et al(1996)に記されているが、この種は後にゾーファグス属に移された。
生育環境としては、宿主動物の生存するところであり、具体的には土壌、糞、腐食質など。また蘚苔類に結びついて見られるものもある。

## 経緯
この科を提示したのはドレクスラーで、1938年だった。この科に含まれたのは補食性のものと内部寄生性のものがあり、Duddington が1973年にそのうち内部寄生性のものをゼンマイカビ科として分離した。他方でゾーファグスは卵菌類と考えられていたものが1990年になってこの科に移されたものである。現在この科に所属させている属は以下のようなものである。
- Zoopagaceae　トリモチカビ科
  - Acaulopage
  - Cystopage
  - Stylopage
  - Zoopage　トリモチカビ属
  - Zoophagus

本科を含むトリモチカビ目は、当初は接合胞子嚢を形成するものとして接合菌門に含めた。だが、分子系統などによる系統の解析の結果、この門は認められないとされ、現在は門の配置を未定のままに独立の亜門を立てる。